# Jim Rimmer
Pour les articles homonymes, voir Rimmer.
Jim Rimmer, né le 1er avril 1934 et décédé le 8 janvier 2010, est un graphiste, typographe, créateur de caractères et illustrateur canadien. Il a marqué le monde de la typographie canadienne. Il fut propriétaire de Pie Tree Press.

## Biographie
Jim Rimmer est né le 1er avril 1934 à Vancouver, en Colombie-Britannique. Il est influencé par les compétences techniques de ses parents. Son père, réparateur de poêle de métier, lui montre comment remettre sur pied des machines anciennes, d’où son intérêt pour les machines d’impressions telles le monotype et le linotype. Sa mère travaille pour l’imprimerie familiale, ce qui la pousse à maîtriser plusieurs domaines du monde de l’édition, connaissances qu’elle léguera par la suite à son fils.
Durant son enfance, il fréquente l'école primaire Sir Guy Carleton, puis l'école secondaire Vancouver Technical High School en 1948, où il apprendra les rudiments de l'impression. Très tôt dans son parcours scolaire, il rencontre des difficultés académiques dues à sa dyslexie.
Une fois sa formation terminée, il travaille comme opérateur de linotype et de monotype pour un journal. Jim Rimmer se penche ensuite vers l’art graphique, et suit des cours de design graphique à la Vancouver School of Art. Ses nouvelles compétences l’amènent à travailler comme illustrateur. Il gagne de l’expérience dans plusieurs maisons de presses privées et agences de publicité.
En 1981, il commence à développer ses premières polices d’écriture et nomme ses réalisations en fonction des gens qui l’entourent. Son expertise avec le monotype l’amène à devenir directeur typographique pour Lanston Monotype Co. Par la suite, Rimmer décide d’ouvrir et d’opérer sa propre maison de presse, Pie Tree Press and Type Foundry, à New Westminster en Colombie-Britannique.
Jim Rimmer meurt du cancer le 8 janvier 2010.
Il est le sujet principal du film documentaire Making Faces: Metal Type in the 21st Century,.

## Édition
Jim Rimmer réalise l’édition limitée de quelques ouvrages (Christmas Carrol de Charles Dickens, Shadow River: Selected & Illustrated Poems de Pauline Johnson), mais il est surtout renommé pour son édition de Tom Sawyer, pour laquelle il a créé une fonte, Hannibal, de façon artisanale pour le monotype, ce qui n’avait jamais été réalisé auparavant selon plusieurs spécialistes.
Son processus s’inscrit dans l’esprit du mouvement Arts & Crafts, et il supervise ou réalise lui-même chaque étape de la création des ouvrages, de l'illustration jusqu’à la reliure.
Il publie en 2008 une autobiographie intitulée Pie Tree Press: Memories from the Composing Room Floor qui contient plusieurs de ses propres illustrations, des photos et des reproductions de son travail. Il y raconte sa vie, ses études et sa carrière. Tiré d’abord à seulement 50 exemplaires, l'ouvrage est ensuite publié par Gaspereau Press pour une plus grande édition.[réf. nécessaire]